# 鸭鸽营乡
鸭鸽营乡是中国河北省邢台市临城县下辖的一个乡。

## 行政区划
鸭鸽营乡下辖
东鸭鸽营村、西鸭鸽营村、南高村、北高村、东辛安村、西辛安村、辛安庄村、中高村、北竹果村、南竹果村、岗上村、东洞村、西洞村、东竹果村、东赵村、西赵村、梁村南街村、梁村北街村、梁村西街村、东渎村、西渎村、沟里韩村、路家韩村、李家韩村、方等村和忠信村。

## 交通
- 京广铁路：鸭鸽营站

1. ↑  . 中华人民共和国国家统计局. 2023 （中文（中国大陆））.[]